# Давидович-Нащинский, Николай Александрович

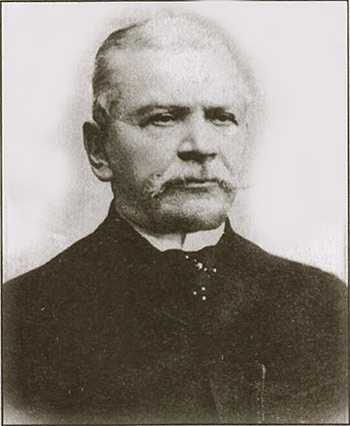
Давидович-Нащинский, Николай Александрович (1830—1914)

Николай Александрович Давидович-Нащинский (1830—1914) — горный инженер, первый барнаульский городской голова (1877—1882).

## Биография
По окончании Горного института (1850) служил приставом плавильного производства на Барнаульском сереброплавильном заводе, одновременно работал заведующим магнитной обсерваторией и преподавателем металлургии в окружном училище. В разное время заведовал окружным училищем, казённой библиотекой, музеем. 
В 1859 году направлен за границу для изучения плавки серебряных руд. Вернувшись на Алтай в 1861 году ввёл на Гавриловском заводе плавку серебра на коксе. С 1862 года работал помощником управляющего Барнаульского завода; с 1869 года — управляющим Павловским заводом; с 1877 года — в отставке.
В 1877 году после введения городового положения (1870) избран барнаульским городским головой. В период его работы на этом посту в городе открыты: 1-я приходская мужская школа (1877); женская прогимназия (1877); горное училище (1880) для которого Николай Александрович купил на собственные средства дом. Давидович-Нащинский был избран головой на второй срок, но по домашним обстоятельствам от него отказался. 
Кроме общественной деятельности, Николай Александрович занимался предпринимательством и владел конным заводом, золотым прииском, вёл добычу соли. 
В середине 1890-х годов переехал в Москву.
Его дочь, Елгаштина, Мария Николаевна (14 июня 1873, Барнаул — 10 ноября 1966, Уфа)  — русская художница, живописец, график, художник театра, народный художник БАССР, одна из основателей башкирского изобразительного искусства.